# Freeze My Love
「Freeze My Love」（フリーズマイラヴ）は、GLAYの4枚目のシングル。

## 概要
- 発売当時は『リングの魂』のオープニングテーマとして使用されていたが、発売から3年後、TBS系ドラマ『略奪愛・アブない女』のオープニングテーマとしてもタイアップがついている。
- 1st～3rdシングルはすべてインディーズアルバム『灰とダイヤモンド』に収録されていた曲だったが、今作からオリジナルの楽曲になっている。

## 収録曲
| 全作詞・作曲: TAKURO、全編曲: GLAY・佐久間正英。 |                                  |        |            |
| #                                                | タイトル                         | 作詞   | 作曲・編曲 |
| 1.                                               | 「Freeze My Love」               | TAKURO | TAKURO     |
| 2.                                               | 「REGRET」                       | TAKURO | TAKURO     |
| 3.                                               | 「Freeze My Love」(Instrumental) | TAKURO | TAKURO     |

### 楽曲解説
1. Freeze My Love
『SPEED POP』制作の際、急遽レコーディングされた曲。
2. REGRET
デビュー前に在籍していたドラマーに対して書いた曲。
3. Freeze My Love (Instrumental)

## タイアップ
Freeze My Love
- テレビ朝日系スポーツバラエティ『リングの魂』オープニングテーマ
- TBS系テレビドラマ『略奪愛・アブない女』オープニングテーマ

## 収録アルバム
Freeze My Love
- SPEED POP
- REVIEW-BEST OF GLAY
- THE GREAT VACATION VOL.2 〜SUPER BEST OF GLAY〜
- SPEED POP Anthology（リミックスバージョン）

REGRET
- SPEED POP
- rare collectives vol.1
- SPEED POP Anthology（リミックスバージョン）